# Phare de West Chop
Le phare de West Chop (en anglais : West Chop Light) est un phare actif situé à l'entrée du port de Vineyard Haven, à Tisbury dans le Comté de Dukes (État du Massachusetts).
Il est inscrit au Registre national des lieux historiques depuis le 15 juin 1987 .

## Histoire
Le premier phare et sa demeure en pierre ont été construits sur les falaises de West Chop (en) en 1817, au nord de l'île de Martha's Vineyard. Après une érosion constante, le phare a été déplacé en 1830 puis en 1846.
Le phare actuel et l'habitation de gardien ont été construites en 1891. La station est bien conservée et comprend aussi le bâtiment en bois de signalisation de brouillard (1881) et le bâtiment de carburant (1895).
En 1976, le phare de West Chop est devenu le dernier phare de l'île à être automatisé, mais la lentille de Fresnel d'origine est toujours en service. Les logements de l'ancien gardien de phare sont maintenant vacants mais restent la propriété de la garde côtière américaine. Le site est accessible au public mais la tour ne se visite pas.

## Description
Le phare  est une tour cylindrique en brique, avec une galerie circulaire et une lanterne de 16 m de haut, près d'une maison de gardien en bois. La tour est peinte en blanc et la lanterne est noire. Son feu à occultations émet, à une hauteur focale de 25,5 m, un éclat blanc par période de 4 secondes. Sa portée est de 14 milles nautiques (environ 26 km) pour le feu blanc et un feu à secteurs rouge couvrant les hauts-fonds dangereux d'une portée de 10 milles nautiques (environ 19 km) pour le feu rouge.
Il est aussi équipé d'une corne de brume radiocommandée émettant un blast par période de 30 secondes.
Identifiant : ARLHS : USA-877 ; USCG : 1-13775 - Amirauté : J0450 .
|                   |
| Martha's Vineyard |

|                 |
| Le phare (1891) |

### Lien connexe
- Liste des phares du Massachusetts